# Ramón Grosso
Ramón Moreno Grosso (Madrid, 8 dicembre 1943 – Madrid, 12 febbraio 2002) è stato un calciatore spagnolo, di ruolo attaccante.

## Carriera
Nato a Madrid, entra a far parte del Madrid fin dall'età di 15 anni. Nel 1964, viene ceduto in prestito per quattro mesi all'Atlético Madrid, con i Colchoneros disputa 12 partite e realizza 4 reti.
Terminato il prestito all'Atletico torna al Real, facendo parte della generazione Yé-yé Nelle prime due stagioni diventa capocannoniere della squadra, realizzando 17 goal in 24 partite nel 1964-65 e 11 in 29 partite l'anno successivo. Debutta in Coppa dei Campioni il 23 settembre 1964, nella partita di andata valida per il primo turno vinta dal Real Madrid per 2-5 contro il Boldklubben 1909.
Con la Nazionale Spagnola debutto il 1º febbraio 1967, ad Istanbul nello Stadio Ali Sami Yen, contro la Turchia, in una partita pareggiata 0-0 valida per le qualificazioni per gli Europei del 1968. Proprio contro la Turchia realizzò anche il suo unico goal con le Furie Rosse, a Bilbao, allo stadio Stadio di San Mamés, nella partita di ritorno delle qualificazioni, vinta 2-0, il 31 maggio 1967.
Si ritira nel 1976, dopo aver giocato con il Real gioca 257 partite in campionato, realizzando 57 reti. Inoltre ha vinto la Coppa dei Campioni 1965-1966, 7 Campionati Spagnoli e 3 Copa del Generalísimo.
Dopo il ritiro continua a restare legato alle Merengues, infatti allena per due volte il Real Madrid Castilla nel 1987 e nel 1997, e collabora con la prima squadra.
Morì nel 2002 dopo una lunga battaglia contro il cancro.

## Palmares

### Competizioni Nazionali
- Campionato spagnolo: 7

Real Madrid: 1964-1965, 1966-1967, 1967-1968, 1968-1969, 1971-1972, 1974-1975, 1975-1976
- Coppa di Spagna: 3

Real Madrid: 1969-1970, 1973-1974, 1974-1975

### Competizioni internazionali
- Coppa dei Campioni: 1

Real Madrid: 1965-1966